# Université des sciences humaines
 (mai 2017).
Si vous disposez d'ouvrages ou d'articles de référence ou si vous connaissez des sites web de qualité traitant du thème abordé ici, merci de compléter l'article en donnant les références utiles à sa vérifiabilité et en les liant à la section « Notes et références ».
L’Université des sciences humaines (Гуманитарный университет), fondée en 1990, est une université privée qui se situe à Ekaterinbourg en Russie. 

## Organisation
Le recteur de l’Université des sciences humaines est Lev Abramovitch Zaks (Лев Абрамович Закс), docteur en philosophie, professeur, membre du Conseil des Recteurs de la région de Sverdlovsk, membre du conseil d'administration de l'Association des établissements d'enseignement supérieur privée de Russie. Le vice-recteur pour les travaux scientifiques est Lioudmila Miasnikova (Людмила Анатольевна Мясникова ), docteur en philosophie, professeur et le vice-recteur aux affaires académiques est Zinaïda Neznamova (Зинаида Александровна Незнамова), Docteur en droit, professeur.

## Personnel enseignant
Le personnel enseignant rassemble des scientifiques, des enseignants, des chercheurs (66% d'entre eux sont docteur en sciences) et des praticiens (gestionnaires, financiers, avocats, juges,  journalistes, chorégraphes, psychologues et designers praticiens en mode). Plusieurs membres de la faculté de droit sont « professeurs invités» dans les universités françaises telles que Paris-X, Paris-XII et Clermont-I.

## Facultés et spécialités
L'Université des sciences humaines est composée de plusieurs facultés telles que la Faculté de psychologie sociale, la Faculté de droit, la Faculté de commerce et de gestion, la Faculté de conception de vêtements et de la mode, la Faculté de journalisme, la Faculté de technologie informatique, la Faculté de sociologie, la Faculté de la coopération internationale et la Faculté de danses modernes.

## Programme de formation
Les étudiants de l’Université des sciences humaines peuvent se former en Licence, en Master et en Doctorat.

### Enseignement à distance
Le système d'enseignement à l’Université des Sciences Humaines est actuellement disponible pour l'obtention des diplômes en droit, informatique appliquée à l’économie, Management, finance et crédit, comptabilité, analyse et audit, marketing, gestion des ressources humaines et en sociologie.

## Coopération internationale
Dans le cadre de la coopération internationale, l’Université des sciences humaines collabore depuis de longues années dans l’enseignement, la recherche, des projets avec les universités de Paris-Est, Paris-XII, Paris-X et Clermont-I, l’Institut de technologie de Tokyo, l’Institut international pour l'application et le système d'analyse (Autriche) et l’université de Grenoble. Les enseignants de l’Université des sciences humaines enseignent le droit russe aux étudiants de plusieurs universités françaises.
Chaque année l’Université des Sciences Humaines organise des stages pour les étudiants français de l'université de Paris-X (Nanterre) spécialisés en droit russe. Une collaboration de plusieurs années avec l'université donne la possibilité aux diplômés ayant une bonne maîtrise de la langue française de travailler pendant un délai d’un à deux ans en tant qu’assistant et d'étudier au doctorat à la faculté de droit de l’université de Nanterre.

## Portail «droit Français»
L’Université des sciences humaines en collaboration avec l'Université de Paris-X, avec le soutien financier du Ministère des Affaires Etrangères français et du Consulat Général de France à Ekaterinbourg, a mené un projet de création d'un portail russophone du « droit français ». Le portail s’adresse aux professionnels russophones liés au droit français ou tout simplement à ceux qui s’y intéressent.